# Juridiction spéciale autochtone (Venezuela)
 (avril 2024).
Au Venezuela, la juridiction spéciale autochtone est une branche de la justice vénézuélienne instaurée en 1999 par la Constitution de la république bolivarienne du Venezuela, chargée de s'occuper des affaires impliquant des autochtones en s'appuyant sur leurs propres pratiques juridiques.

## Affaire Sabino Romero
Le jugement de l'assassinat du leader yukpa Sabino Romero (es) a provoqué des débats sur la juridiction spéciale autochtone de 2009 à 2011,.